# 佐藤崇
佐藤 崇（さとう たかし、1976年9月27日 - ）は、日本の編集技師。千葉県出身。

## 主な編集作品

### 映画

#### 編集助手
- 大いなる幻影 Barren Illusion （1999年／黒沢清監督）
- うずまき （2000年）
- man-hole （2001年）
- 降霊 KOUREI/Seance （2001年／黒沢清監督）
- 船を降りたら彼女の島 （2003年）

#### 編集
- 252 生存者あり （2008年）
- 花婿は18歳 （2009年）
- 南極料理人 （2009年）
- ムラサキカガミ （2010年）
- チョルラの詩 （2010年、日韓合作）
- おのぼり物語 （2010年）
- シティボーイズのFile noir「俺の切腹」 （2010年）
- メリーさんの電話 （2011年）
- 婚前特急 （2011年）
- マイ・バック・ページ （2011年）
- キツツキと雨 （2012年）
- 苦役列車 （2012年）
- 太陽は待ってくれない （2012年）
- 横道世之介 （2013年）
- リアル〜完全なる首長竜の日〜（2013年）
- もらとりあむタマ子（2013年）
- 抱きしめたい -真実の物語-（2014年）
- わたしのハワイの歩きかた（2014年）
- 紙の月（2014年）
- 滝を見にいく（2014年）
- 夫婦フーフー日記（2015年）
- 味園ユニバース（2015年）
- ふきげんな過去（2016年）
- モヒカン故郷に帰る（2016年）
- 第九条（2016年）
- 聖の青春（2016年）
- ビジランテ（2017年）
- ピンカートンに会いにいく（2018年）
- 羊の木（2018年）
- モリのいる場所（2018年）
- カラオケ行こ!（2024年）

### テレビドラマ
- 上野樹里と5つの鞄「となりのとなりのあきら」（2009年、WOWOW）[3]

## 受賞歴
- 第38回日本アカデミー賞優秀編集賞（2014年、『紙の月』）[4]